# 미디어 파운데이션
마이크로소프트 미디어 파운데이션(Media Foundation, 줄여서 MF)은 COM 기반 멀티미디어 프레임워크 파이프라인이며 윈도우 비스타, 윈도우 7의 디지털 미디어를 위한 인프라 플랫폼이다. 마이크로소프트 다이렉트쇼, 윈도 미디어 SDK, DirectX 미디어 오브젝트 (DMO) 및 기타 오래된 멀티미디어 API(ACM, VfW)를 대체하기 위해 만들어졌다. 기존의 다이렉트쇼 기술은 한걸음씩 새로운 기능을 시작으로 하여 미디어 파운데이션으로 대체할 것이다. 당분간은 미디어 파운데이션과 다이렉트쇼가 함께할 것이다. 미디어 파운데이션은 윈도우 XP를 비롯한 이전 윈도 버전에서는 사용할 수 없다.
윈도우 비스타에 존재하는 첫 버전은 오디오, 비디오 재생 품질, 고선명 콘텐츠 (이를테면 HDTV), 콘텐츠 보호, 디지털 권리 관리 (DRM)을 위한 더 통일된 디지털 데이터 접근 제어, 상호 운용성에 초점을 두었다. 여기에 포함된 DXVA 2.0은 그래픽 처리 파이프라인 대부분을 하드웨어로 처리함으로써 더 나은 성능을 보인다. 색 공간에서 처리되는 비디오는 인코딩이 되며 하드웨어로 넘겨짐으로써 원본의 색 공간에서 이미지를 합성한다. 중간 색 공간 변환을 막아 성능을 개선한다. 미디어 파운데이션은 강화 비디오 렌더러(Enhanced Video Renderer, EVR)라 하는 새로운 비디오 렌더러를 포함하고 있다. 이것은 VMR 7 / 9의 뒤를 잇는다. EVR은 재생 타이밍과 동기화를 더 잘 지원해 준다.

## 다이렉트쇼 보다 나은 점
- 고선명 콘텐츠와 DRM 보호 콘텐츠의 스케일링 가능
- DirectX 비디오 가속을 다이렉트쇼 인프라 밖에서 사용할 수 있다. DXVA 2.0은 다이렉트쇼 비디오 렌더러를 사용하지 않아도 사용자 모드 구성 요소로 이용이 가능하다.
- CPU, 입출력, 메모리 스트레스에 더 탄력적이므로 오디오, 비디오 재생시 깨짐 현상 등을 줄일 수 있다.
- 미디어 파운데이션의 확장 가능성은 다른 콘텐츠 보호 시스템이 함께 동작할 수 있게 한다.
- 미디어 파운데이션은 윈도우 비스타 / 윈도 7의 새로운 시스템 서비스인 멀티미디어 클래스 스케줄러 서비스 (MMCSS)를 사용한다. MMCSS는 멀티미디어 응용 프로그램들이 시간 집약적 처리가 CPU 리소스에 우선 접근하는 것을 보장한다.

## 응용 프로그램 지원
윈도우 비스타, 윈도우 7에서 초기 버전의 미디어 파운데이션은 미디어 재생 응용 프로그램에서 사용할 수 있다.
- 이를테면 윈도 보호 미디어 경로 (Protected Media Path, PMP)는 미디어 파운데이션에 전적으로 의지한다.
- 윈도우 비스타의 윈도 미디어 플레이어 11는 ASF (WMA, WMV) 콘텐츠, 보호된 콘텐츠를 재생할 때 미디어 파운데이션에 의지하지만 대신에 윈도 미디어 포맷 SDK나 다이렉트쇼를 사용할 수도 있다. 비디오 하드웨어가 WMV9/VC-1 디코딩 가속을 지원할 때 DXVA 1.0 대신 DXVA 2.0을 사용할 수도 있다.
- 윈도우 7의 윈도 미디어 플레이어 12
- DirectX 비디오 가속 (DXVA) 2.0 : 윈도우 비스타, 윈도우 7의 하드웨어 비디오 가속 파이프라인 또한 미디어 파운데이션에 기초하고 있다.